# Mount Duse
Mount Duse är ett berg i Sydgeorgien och Sydsandwichöarna (Storbritannien). Det ligger i den nordvästra delen av Sydgeorgien och Sydsandwichöarna. Toppen på Mount Duse är 505 meter över havet, eller 333 meter över den omgivande terrängen. Bredden vid basen är 3,3 km.
Terrängen runt Mount Duse är kuperad västerut, men österut är den platt. Havet är nära Mount Duse åt nordost.  Trakten runt Mount Duse är nära nog obefolkad, med mindre än två invånare per kvadratkilometer.